# Chemnitzer AC
Der Chemnitzer Athletenclub e.V., kurz Chemnitzer AC, ist ein Sportverein aus Chemnitz in Sachsen.

## Geschichte

### Anfangsjahre
1888 gründete sich der II. Chemnitzer Athletenclub aus dem I. Chemnitzer Athletenclub, welcher unter anderem die Disziplinen Gewichtheben, Ringen, Rasenkraftsport und Artistik betrieb. Während des Ersten Weltkriegs ruhte der Vereinsbetrieb, wurde aber kurz danach bereits wieder aufgenommen. 1922 nahm der Chemnitzer AC erstmals am Arbeiter-, Turn- und Sportfest in Leipzig mit einer Delegation teil. Auch bei der Arbeiterolympiade in Frankfurt/Main zwei Jahre später war der Verein vertreten. 1939 werden die Sportler des Vereins in die Wehrmacht aufgenommen. Verbliebene Vereinsmitglieder beziehen wenig später in die neue Trainingsstätte im Tanzlokal Matthes, bevor man sich im Stadtbad niederließ. Ab 1945 war durch die Kontrollratsdirektive Nr. 23 vom 17. Dezember 1945 auch in Chemnitz das Ausüben von Kampfsportarten untersagt. Zwischen 1945 und 1947 organisieren sich Mitglieder des Vereins neu und führen während des Krieges verstecktes Trainingsgerät wieder zusammen.

### DDR-Zeit
1947 gründet sich die Sportvereinigung Nord-Chemnitz und der organisierte Sportbetrieb wird wieder aufgenommen. 1948 entsteht in Chemnitz ein Bezirkskomitee für Körperkultur und Sport mit der Fachgruppe Gewichtheben. 1949 wird Chemnitz-Nord in die BSG Fewa Chemnitz aufgenommen. Der 1928 Mitglied gewordene Herbert Svejkovsky wurde im gleichen Jahr Sachsenmeister. Zwei Jahre später wird aus der BSG Fewa die BSG Chemie Chemnitz. 1953 wird aus dem Verein die BSG Chemie Karl-Marx-Stadt, nachdem Chemnitz in Karl-Marx-Stadt umbenannt wurde. Ein Jahr später findet erstmals ein Länderkampf gegen Rumänien statt, bei welchem die DDR-Delegation durch den Vorsitzenden der Sektion Gewichtheben Herbert Svejkovsky betreut wird. Ab 1957 sorgt das Vereinsmitglied Werner Arnold für internationale Platzierungen und Erfolge. 1961 werden alle Sportler im SC Motor Karl-Marx-Stadt aufgenommen. Dort übernimmt Svejkovsky die hauptamtliche Trainerstelle. 1963 fusioniert der Verein mit dem SC Wismut zum SC Karl-Marx-Stadt. In der Folge sind Athleten mehrfach international erfolgreich. 1988 gewinnt Joachim Kunz die Goldmedaille bei den Olympischen Sommerspielen 1988.

### Nach der Wiedervereinigung
Mit der deutschen Wiedervereinigung und der Auflösung des Gewichtheberverbands in der DDR wird auch der Verein wieder in Chemnitzer Sportclub umbenannt. Ab 1991 startet der Verein in der Bundesliga Staffel Ost. Am 14. Dezember 1992 erfolgte die Wiedergründung als Chemnitzer AC. Ab Anfang des folgenden Jahres startet der Verein unter diesem Namen und Vereinsmitglied Marc Huster gewann bei der Weltmeisterschaft in Melbourne Silber. Ab 1994 startet der Verein in der Bundesliga Staffel Süd. 1997 hat der Verein erstmals 300 Mitglieder. 2005 gewinnt der Verein Bronze in der Bundesliga, ein Jahr später Silber. 2007 feiert man erneut den Gewinn der Bronzemedaille und 2008 Silber. Im gleichen Jahr gewinnt Vereinsmitglied Matthias Steiner in Peking Gold bei den Olympischen Sommerspielen 2008. 2009 wird der Verein zum dritten Mal Deutscher Mannschaftsmeister, verteidigt den Titel 2010 und holt ihn nach Bronze 2011 auch 2012. 2013 erhält der Chemnitzer AC vom Deutschen Olympischen Sportbund die Auszeichnung „Grünes Band für vorbildliche Talentförderung im Verein“ für seine Nachwuchsarbeit. 2016 gewann der Verein erneut Silber bei den Mannschaftsmeisterschaften.

## Erfolge seit 1992
- Deutscher Mannschaftsmeister im Gewichtheben: 1995, 1996, 2009, 2010, 2012, 2014
- Finalteilnahmen Gewichtheber-Mannschaftsmeisterschaften: 1995 (Deutscher Meister), 1996 (Deutscher Meister), 1997 (Dritter Platz), 2004 (Vizemeister), 2005 (Dritter Platz), 2006 (Vizemeister), 2007 (Dritter Platz), 2008 (Vizemeister), 2009 (Deutscher Meister), 2010 (Deutscher Meister), 2011 (Dritter Platz), 2012 (Deutscher Meister), 2013 (Vizemeister), 2014 (Deutscher Meister), 2015 (Dritter Platz), 2016 (Vizemeister)

Mit sechs Meisterschaften und 16 Finalteilnahmen ist der Chemnitzer AC der erfolgreichste Verein der Gewichtheber-Bundesliga seit der Wiedervereinigung.

## Bekannte Sportler
- Werner Arnold, mehrfacher DDR-Meister, Olympiateilnehmer 1960
- Gerd Bonk, Olympiabronze 1972
- Stefan Grützner, Weltmeister, mehrfacher DDR-Meister, Olympiabronze 1972
- Marc Huster, Weltmeister, Europameister, Olympiasilber 1996
- Joachim Kunz, Olympiasieger 1988, Weltmeister, mehrfacher DDR-Meister
- Andreas Letz, Weltmeister
- Matthias Steiner, Olympiasieger 2008, Europameister
- Ingo Steinhöfel, Olympiasilber 1988